# Ieixivà Netiv Aryeh
La Ieixivà Netiv Aryeh (en hebreu: ישיבת נתיב אריה) és una ieixivà jueva ortodoxa, situada a la plaça del Mur de les Lamentacions, situada a la Ciutat Vella de Jerusalem. La ieixivà té una ideologia sionista religiosa, i va ser fundada en 2003 pel Rabí Aharon Bina. El Rabí Chizkiyahu Nebenzahl, és l'actual director de la ieixivà.

## Història
La ieixivà porta el nom del pare del Rabí Bina, el Rabí Aryeh Bina. La ieixivà ocupa un edifici que antigament acollia la ieixivà del Rabí Shlomo Goren, el primer cap del rabinat militar de les Forces de Defensa d'Israel, i el cuart Gran Rabí asquenazita d'Israel.
La ieixivà va obrir les portes el mes de setembre de 2003, després d'una divisió en el lideratge de la Ieixivà del Kotel, i va començar amb més de 200 estudiants. La majoria dels seus membres són estudiants d'educació secundària, de parla anglesa, procedents dels Estats Units, i alguns estudiants provenen del Regne Unit i del Canadà.
Els estudiants de la ieixivà segueixen un pla d'estudis que consisteix en: Talmud, Halacà, filosofia jueva, sionisme i judaisme hassídic. La ieixivà s'enorgulleix de tenir una alta proporció de mestres i estudiants, la qual cosa ajuda a fomentar les relacions per a tota la vida entre els estudiants i els rabins, per ajudar a fomentar aquestes relacions, els estudiants també tenen una lliçó (shiur) cada dimarts a la nit a casa dels membres del personal que viuen a la Ciutat Vella de Jerusalem.